# Böhl (Adelsgeschlecht)
Böhl von Faber (1806) und Böhl (1818) sind zwei stammgleiche mecklenburgische Adelsgeschlechter.

## Geschichte
Die Stammlinie des aus Vorpommern stammenden Geschlechts beginnt mit Johann Jakob Böhl, * in Wolgast um 1690, Kaufmann in Stralsund; sein Sohn war der in Stralsund gebürtige Kaufmann in Hamburg, Johann Jakob Böhl (1727–1786). Dessen Söhne wurden durch Nobilitierungen 1806 und 1818 Stifter der Linien Böhl von Faber und von Böhl.

### Böhl von Faber

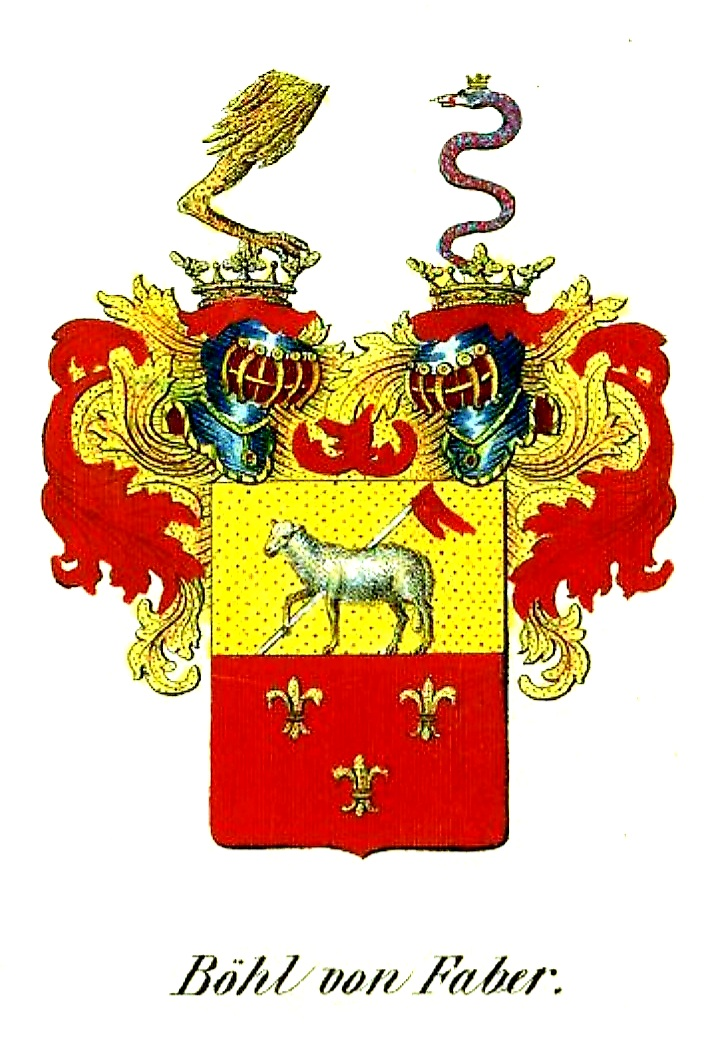
Wappen derer Böhl von Faber

Die Stammmutter und Witwe Cecilie Böhl, geb. Lütkens († 1827) vermählte sich 1787 mit dem preußischen Geheimrat Martin Jakob Faber, ab 1802 Ritter und Edler von Faber (1752–1827). Dieser adoptierte 1806 ihren ältesten Sohn, den Kaufmann, Herr auf Görslow, Konsul der Hansestädte in Cádiz und Literatursammler Johann Nikolaus Böhl (1770–1836) unter dem Namen Böhl genannt Faber. Diese wurde daraufhin am 8. April 1806 in Wien mit dem Prädikat Böhl von Faber in den Reichsadelsstand erhoben. Die mecklenburgische Adelsanerkennung erfolgte am 1. Juni 1806. Seine Tochter Cecilia Böhl von Faber (1796–1877), war eine spanische Schriftstellerin. Von 1820 bis 1847 war auch das Gut Schmachthagen in Familienbesitz. Die Linie ist bereits in seiner Enkelgeneration mit Gustav Heinrich Böhl von Faber (1836–1920) im Mannesstamm erloschen.

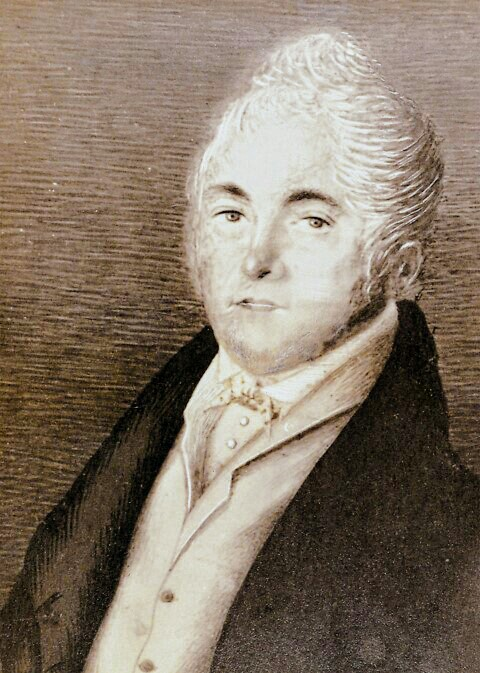
Johann Nikolaus Böhl von Faber
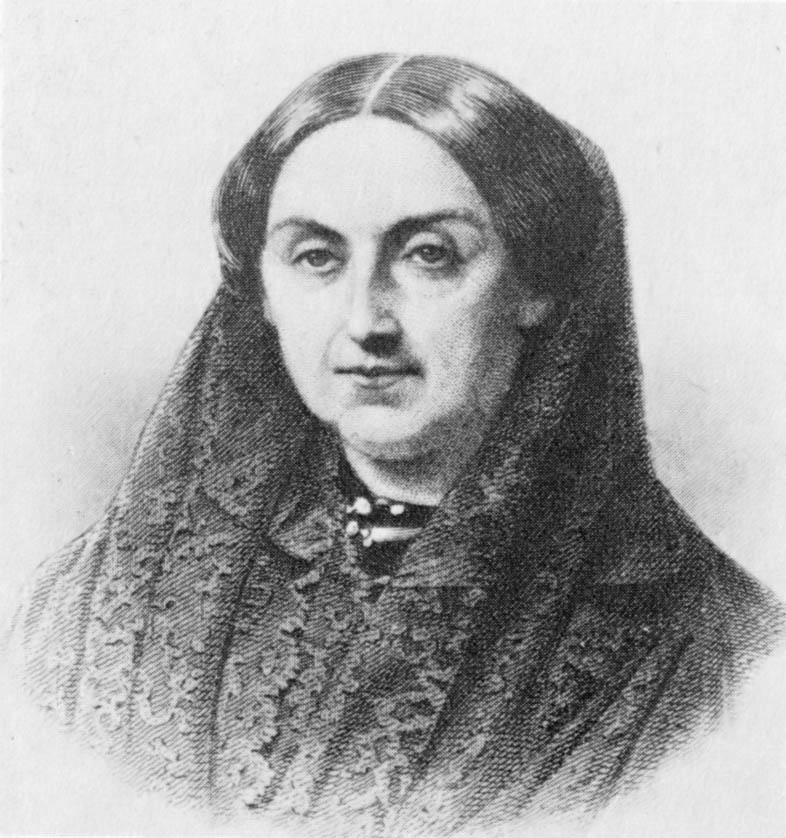
Cecilia Böhl von Faber

#### Wappen
Das Wappen (1806) ist geteilt, oben in Gold ein schreitendes schwarzes Lamm, das mit der Rechten eine rote Fahne an goldener Kugelstange hält, unten in Blau drei (2, 1) silberne Lilien. Auf dem gekrönten Helm mit blau-goldenen Decken ein aufgerichtete gekrönte natürliche Schlange. Bei der Wappendarstellung der Böhl von Faber in Mecklenburgisches Wappenbuch von Johann Gottfried Tiedemann, Rostock 1837, ist das Lamm silbern, die untere Schildhälfte rot, wie auch die Helmdecken rot-golden, und dem Helm mit der Schlange ein Helm vorangestellt, auf dem ein gefiederter goldener Adlerfang steht. Diese letztere Version entspricht dem Ritterstandsdiplom des Adoptivvaters Martin Jakob, Ritter und Edler von Faber, von 1802.

### Böhl

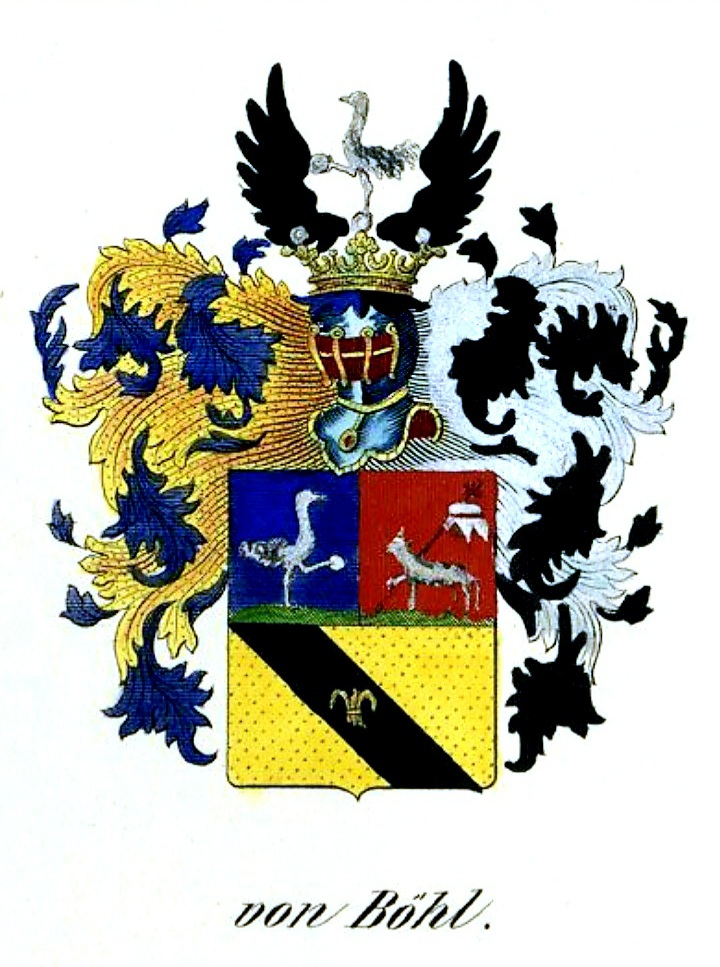
Wappen derer von Böhl

Der jüngere Sohn, Johann Friedrich Böhl (1773–1844), Herr auf Cramonshagen, Gramon (810 ha), Nienmark (201 ha) und Gottmannsförde (482 ha) wurde am 24. Mai 1818 ebenfalls in Wien mit dem Prädikat von Böhl in den österreichischen Adelsstand erhoben, was in Mecklenburg am 31. August 1818 anerkannt wurde. Seine Söhne Theobald von Böhl (1815–1883) und Rudolf Johannes von Böhl (1820–1903) wurde am 29. April 1863 in den eingeborenen mecklenburgischen Adel aufgenommen.

#### Angehörige
- Theobald von Böhl (* 1815; † 1883), Herr auf Cramonshagen, Gramon und Nienmark, mecklenburgischer Landrat
- Friedrich von Böhl (* 1855; † 1927), Herr auf Rubow und Altschlagsdorf (814 ha),[6] mecklenburgischer Landrat. Im Damenstift des Klosters Dobbertin wurde am 4. Mai 1889 die am 2. Mai 1889 geborenen Marie Helmuthe Anna Raimara Auguste von Böhl, Tochter des Herrn Amtsverwalters von Böhl auf Rubow aus dem Hause Gottmannsförde unter Nr. 1803 im Einschreibebuch von 1696–1918 eingetragen.
- Theobald von Böhl (* 1862; † 1940), Herr auf Glave (1213 ha), mecklenburgischer Landrat zu Güstrow

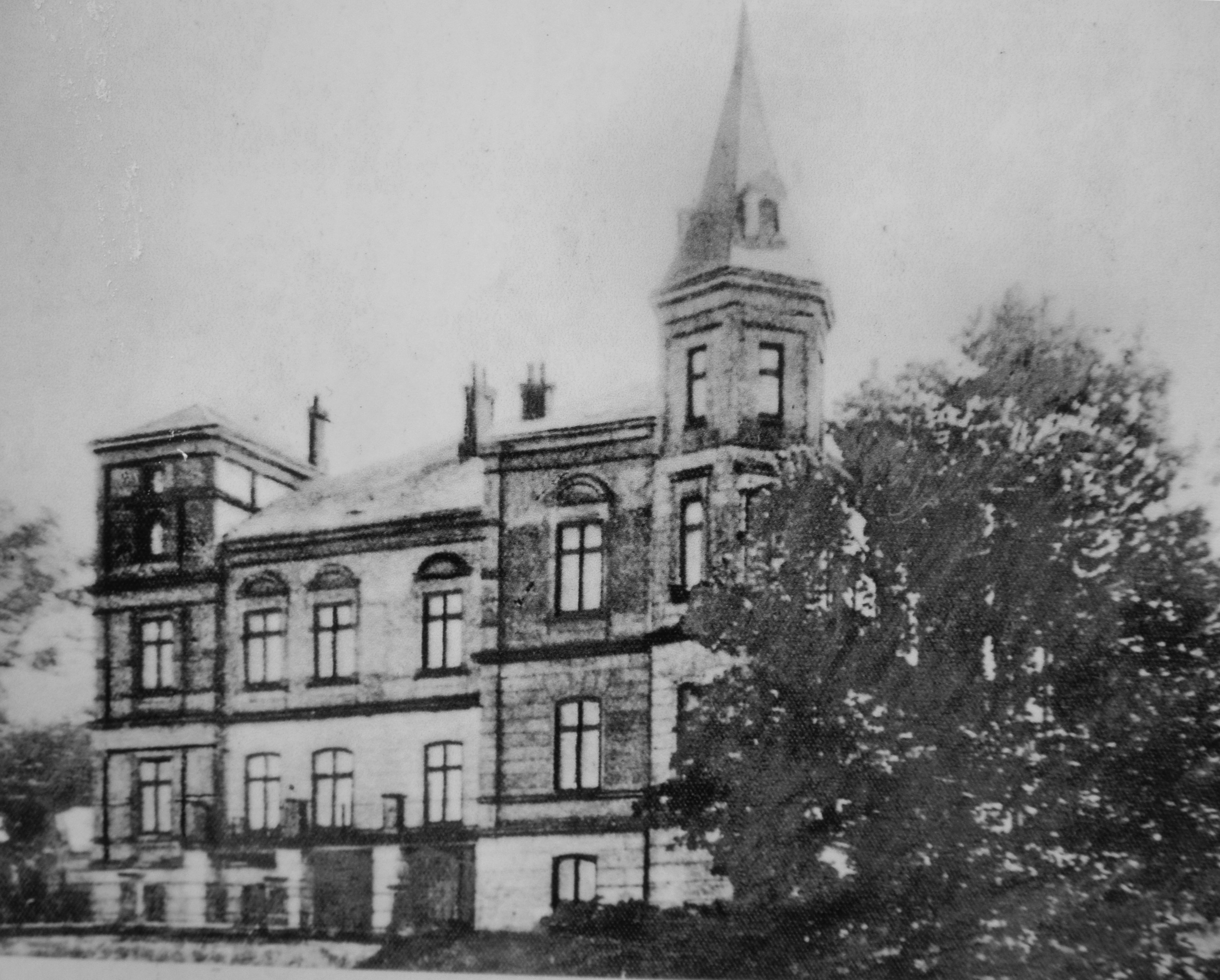
Herrenhaus Glave (1900–1945)
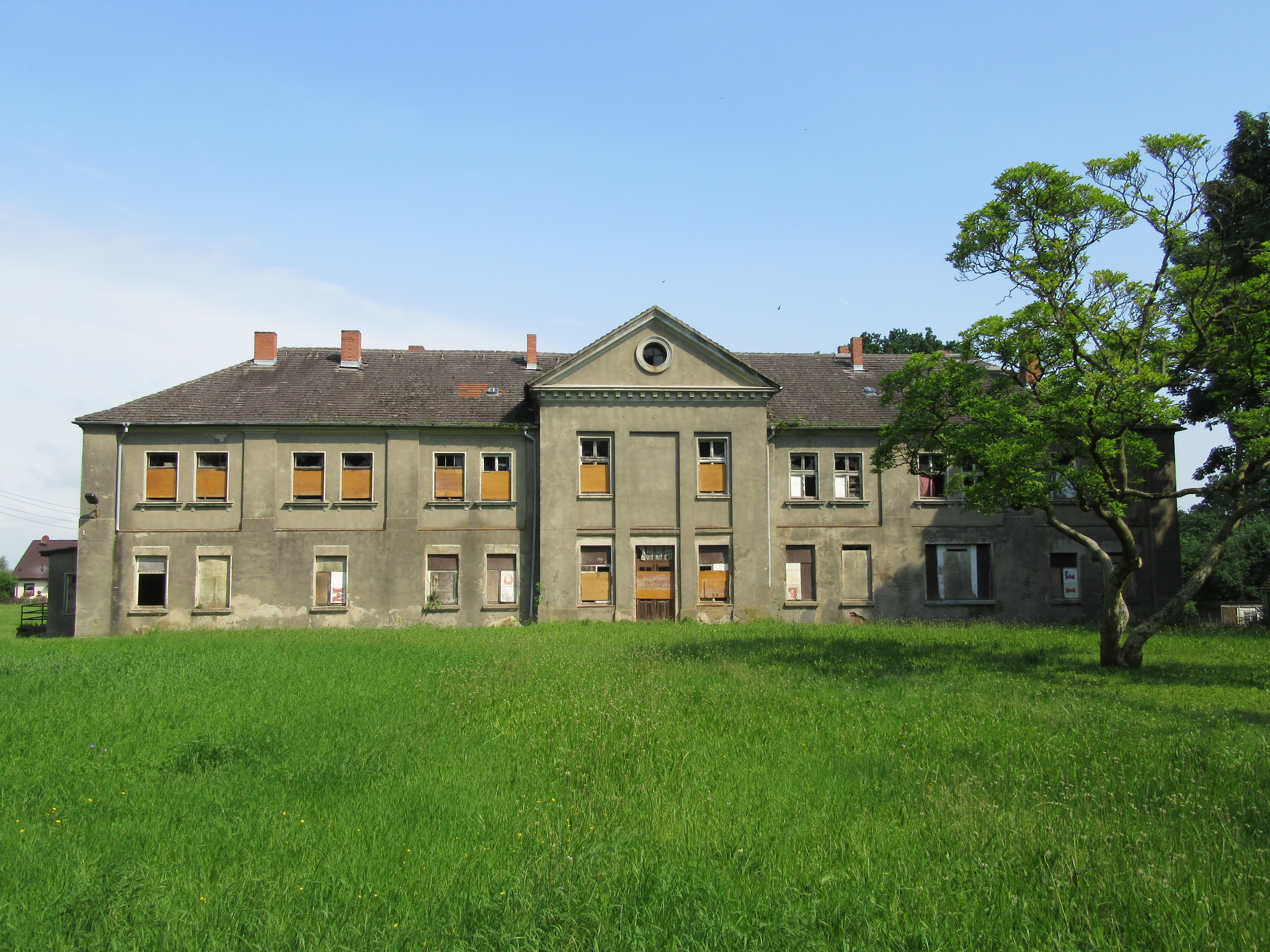
Herrenhaus Rubow (2016)

#### Wappen
Das Wappen (1818) ist geteilt und oben gespalten. Oben in Blau auf grünem Boden ein linksgekehrter natürlicher Kranich mit Stein, hinten in Rot auf grünem Boden ein silbernes Lamm mit St.-Georgs-Fahne. Unten in Gold ein mit einer Lilie pfahlweise belegter schwarzer Schrägrechtsbalken. Auf dem gekrönten Helm mit rechts blau-silbernen und links schwarz-goldenen Decken der Kranich, rechtsgekehrt zwischen einem offenen schwarzen Flug.